# Hendrick van Uylenburgh
Hendrick van Uylenburgh (ca. 1587-1661) est un important marchand d'art du siècle d'or néerlandais qui a eu un rôle dans le lancement des carrières de Rembrandt, Govert Flinck, Ferdinand Bol entre autres.

## Biographie
Van Uylenburgh vient d'une famille frisienne qui a émigré à Cracovie en Pologne ; on n'est pas sûr s'il y est arrivé comme enfant où s'il y est né vers 1587, comme le suggère le RKD.
Il se forme comme peintre et travaille comme vendeur d'art pour le roi polonais. Vers 1612, il déménage à Danzig avant de rentrer aux Provinces Unies, à Amsterdam en 1625.
Van Uylenburgh reprend l'affaire de Cornelis van der Voort et devient marchand d'art, employant des peintres dans son studio. En 1631, Rembrandt s'installe chez van Uylenburgh pour travailler dans son studio. Dans ce quartier vécurent d'autres artistes tels que Cornelis van der Voort, Nicolaes Eliaszoon Pickenoy, Jan Tengnagel et surtout Pieter Lastman dont Rembrandt fut l'élève. Il y devient le peintre en chef à l'époque où Hendrick van Uylenburgh devient l'un des marchands d'art les plus importants de son temps, avant d'épouser en 1634 la nièce de son hôte, Saskia.
En 1647, Van Uylenburgh doit déménager ailleurs à Amsterdam, sur la place du Dam, parce que Nicolaes Eliaszoon Pickenoy a vendu la maison. Quand cette nouvelle maison est réquisitionnée pour y construire le nouvel hôtel de ville (aujourd'hui le palais royal d'Amsterdam), Hendrick van Uylenburgh déménage à nouveau au parc Westermarkt.
Hendrick van Uylenburgh meurt le 22 mars 1661 et est enterré à la Westerkerk. Son fils Gerrit van Uylenburgh (en) reprend l'affaire familiale mais fait faillite en 1675 à la suite d'accusations selon lesquelles il aurait vendu des faux à Frédéric-Guillaume Ier de Brandebourg.

## Postérité
En 1999, son personnage est interprété par Franck de Lapersonne pour le film Rembrandt (1999).
En 2006, le musée de la maison de Rembrandt présente une exposition autour de Hendrick van Uylenburgh et de son fils Gerrit. Cette exposition est également présentée au Dulwich Picture Gallery à Londres.